# Sharon Stone
Sharon Vonne Stone (Meadville, Pensilvania, 10 de marzo de 1958) es una actriz, productora y modelo estadounidense. 
Después de ejercer de modelo en spots de televisión y anuncios impresos, hizo su debut cinematográfico como una extra en la comedia dramática Stardust Memories (1980) de Woody Allen. Su primer papel importante en el cine lo obtuvo en 1981 en la película de horror Bendición mortal de Wes Craven. Durante la década de 1980, Stone apareció en películas como Diferencias irreconciliables (1984), Las minas del Rey Salomón (1985), Cold Steel (1987) y Above the Law (1988). Logró el reconocimiento internacional con su papel en la película de acción de Paul Verhoeven Total Recall (1990).
Se convirtió en un símbolo sexual y saltó a la fama tras interpretar a Catherine Tramell en otra película de Verhoeven, el thriller erótico Basic Instinct (1992), por el que obtuvo su primera nominación al Globo de Oro en la categoría de mejor actriz en una película dramática. Recibió aclamación crítica por su actuación en la cinta de Martin Scorsese Casino (1995), obteniendo un Globo de Oro y una nominación al Óscar en la categoría de mejor actriz.
Stone recibió dos nominaciones más al Globo de Oro por sus papeles en The Mighty (1998) y The Muse (1999). Otros de sus papeles cinematográficos notables incluyen Sliver (1993), El especialista (1994), Rápida y mortal (1995), Esfera (1998), Catwoman (2004), Flores rotas (2005), Alpha Dog (2006), Basic Instinct 2 (2006), Bobby (2006), Lovelace (2013), Fading Gigolo (2013) y The Disaster Artist (2017). En 1995 recibió una estrella en el Paseo de la Fama de Hollywood y en 2005 fue nombrada Oficial de la Orden de las Artes y las Letras en Francia.
En televisión, Stone ha tenido actuaciones notables en la miniserie War and Remembrance (1987) y en el telefilme de HBO If These Walls Could Talk 2 (2000). Hizo apariciones como actriz invitada en The Practice (2004), ganando el Premio Emmy en la categoría de mejor actriz invitada en una serie dramática y en Law & Order: Special Victims Unit (2010). También ha protagonizado la serie dramática y de acción Agent X (2015) y la serie de misterio Mosaic (2017).

## Primeros años
Sharon nació en Meadville, Pensilvania, del matrimonio conformado por Joseph William Stone II (1930-2009) y Dorothy Stone (aún viva); fue la segunda de cuatro hermanos. Era considerada académicamente dotada e ingresó en el segundo grado con apenas cinco años.
Se graduó en la secundaria de Saegertown en Saegertown, Pensilvania en 1975. Mientras cursaba estudios en la Universidad Edinboro de Pensilvania, Sharon ganó el título de Señorita del Condado de Crawford y fue una de las candidatas del concurso de belleza Señorita Pensilvania. Uno de los jueces del concurso, al ver su potencial, le aconsejó que dejara la escuela y se mudara a Nueva York para convertirse en modelo. En 1977 dejó Meadville y se mudó con una tía a Nueva Jersey. Allí firmó un contrato con la agencia Ford Models. Stone, inspirada por Hillary Clinton, regresó a la Universidad Edinboro para graduarse en 2016.

## Carrera

### Década de 1980
Sharon viajó a Europa para realizar una campaña publicitaria. Allí decidió que abandonaría el mundo del modelaje para iniciar una carrera como actriz. "Hice las maletas, regresé a Nueva York y me presenté como extra en una película de Woody Allen", afirmó la actriz. Realizó un pequeño papel sin diálogos en la película Stardust Memories de Woody Allen en 1980 y un año después tuvo una actuación más relevante en la película de horror de Wes Craven Bendición mortal (1981). Ese mismo año participó brevemente en un filme de Claude Lelouch, Les Uns et les Autres (Los unos y los otros), protagonizado por James Caan. En dicha película solamente apareció dos minutos en escena y no fue incluida en los créditos finales. El 4 de diciembre de 1982 apareció en la primera temporada de la serie de televisión Silver Spoons. En 1983 integró el reparto de la miniserie Bay City Blues, interpretando el papel de Cathy St. Marie, esposa del beisbolista Terry St. Marie (interpretado por el actor Patrick Cassidy). Ese mismo año apareció en el episodio "Steele Crazy After All These Years" de la popular serie Remington Steele.
Regresó al cine para integrar el elenco de la comedia Diferencias irreconciliables (1984), protagonizada por Ryan O'Neal, Shelley Long y una joven Drew Barrymore. Stone interpretó a una mujer que se entromete en el matrimonio de un director exitoso y su esposa guionista. En 1984 actuó en "Echoes of the Mind", un episodio doble de la serie Magnum, P.I., encarnando a dos gemelas. Durante la segunda mitad de la década, Sharon actuó en las películas Las minas del Rey Salomón (1985), Allan Quatermain y la ciudad perdida del oro (1986), Police Academy 4: Citizens on Patrol (1987) e interpretó a la esposa del personaje de Steven Seagal en la cinta de acción Above the Law (1988). Ese mismo año encarnó a Janice Henry en la miniserie War and Remembrance.
En 1989 el director Javier Elorrieta contó con ella para la película Sangre y arena, basada en la novela homónima del escritor Vicente Blasco Ibáñez. En la cinta, la actriz norteamericana integró el elenco junto a los actores españoles José Luis Gómez y Ana Torrent. Esta película supuso la primera incursión de Sharon Stone en el cine español.

### Década de 1990
Su aparición en la película de ciencia ficción del director neerlandés Paul Verhoeven Total Recall (Desafío total o El vengador del futuro) en 1990, protagonizada por Arnold Schwarzenegger, lanzó su carrera en el panorama cinematográfico estadounidense ya que supo adaptarse a todo tipo de géneros y registros interpretativos. Coincidiendo con este filme, a los 32 años posó desnuda en la revista Playboy, apareciendo en la portada del número de julio de 1990.
Apareció en cinco películas en 1991, aunque fueron producciones de menor repercusión. Actuó junto a Kevin Bacon, Elizabeth Perkins y Nathan Lane en la comedia He Said, She Said y protagonizó la cinta de suspense Scissors, interpretando a una tímida mujer que termina atrapada en un extraño apartamento. Protagonizó con Forest Whitaker la película Diary of a Hitman, exhibida en el Festival de cine estadounidense de Deauville en septiembre, e interpretó a una provocativa periodista en Year of the Gun (1991). También obtuvo el papel de una agente literaria en la película de suspenso Where Sleeping Dogs Lie.

#### Basic Instinct

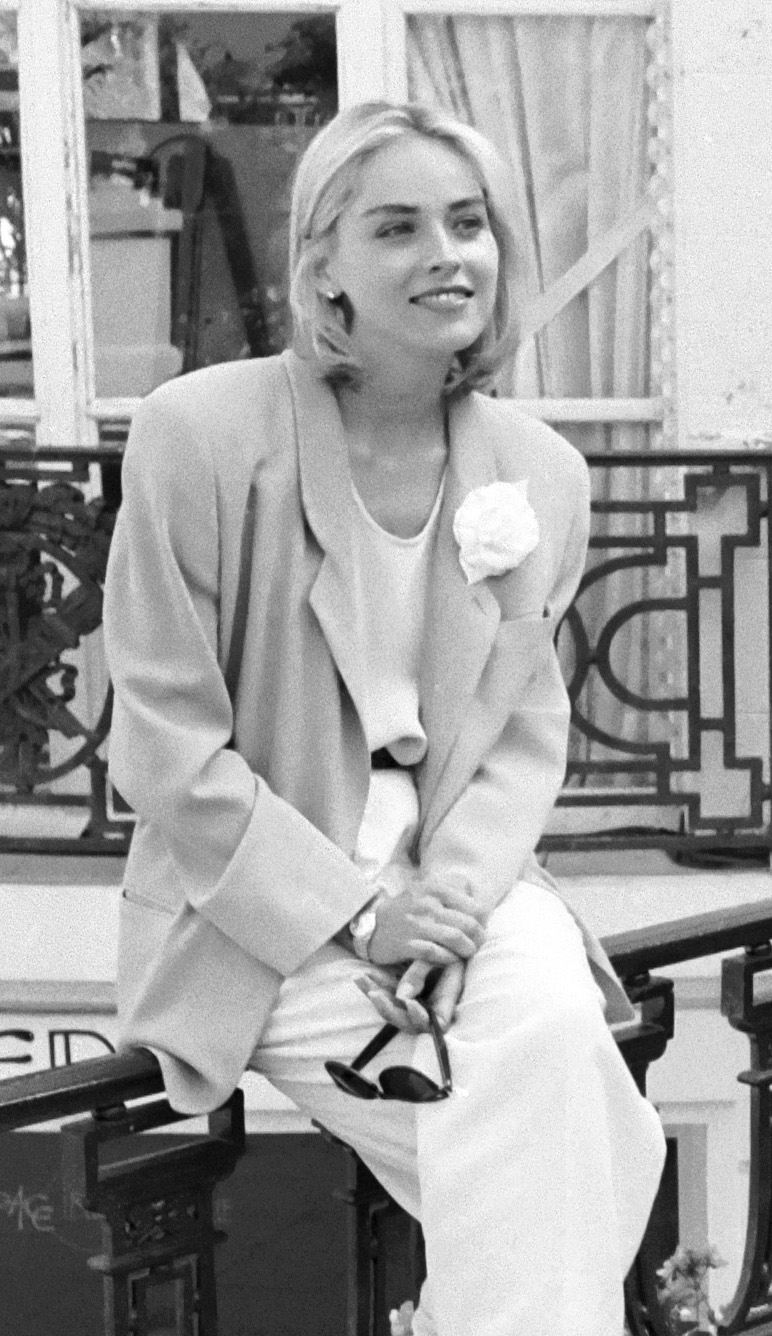
Sharon Stone en Francia, 1991.

La trayectoria de Sharon Stone se caracteriza por sus reiteradas interpretaciones de personajes seductores, destacando su papel en 1992 en la película Basic Instinct (Instinto básico en España y Bajos instintos en Hispanoamérica), del director Paul Verhoeven, que causó sensación mundial y alcanzó gran éxito de taquilla (logrando recaudar cerca de 353 millones de dólares). Varias actrices rechazaron el papel principal en la cinta, principalmente por la cantidad de escenas de sexo y nudismo que debían filmar. Su personaje, lleno de sexualidad y matices, la convirtió en una de las mujeres más deseadas de Hollywood y la catapultó a la fama a nivel internacional. En la película Stone encarna a Catherine Tramell, una misteriosa mujer que despierta tanto el interés como la sospecha de un policía (interpretado por Michael Douglas) que investiga un caso de asesinato. Gracias a este papel, la actriz consiguió una nominación como mejor actriz en los premios Globo de Oro. La famosa escena del cruce de piernas durante el interrogatorio en la comisaría forma parte de la historia del cine, y desde entonces, Sharon Stone ha sido considerada un mito erótico.
Basic Instinct polarizó a la crítica, pero la actuación de Sharon fue aclamada. Peter Travers de Rolling Stone afirmó: "Basic Instinct establece a Stone como una bomba de la década. La actriz demuestra que puede ser alegre o sombría con igual aplomo". Shannon J. Harvey de The Sunday Times se refirió a la cinta como una de las mejores producciones de la década de 1990, haciendo más por el empoderamiento femenino que cualquier manifestación feminista. "Stone – en su interpretación consagratoria – es sexy y fría en proporciones similares".

#### Éxito continuado
Tras el éxito de Basic Instinct, Sharon protagonizó otras películas comerciales con tintes sexuales como Acosada con William Baldwin y El especialista con Sylvester Stallone; esta segunda cinta causó polémica por las escenas sexuales con Stallone. La prensa incluso llegó a especular con un posible romance entre sus protagonistas, algo que la actriz negó. Pese a recibir críticas negativas, la cinta fue un éxito de taquilla, recaudando más de 170 millones de dólares a nivel mundial, hecho impulsado principalmente por la popularidad de sus protagonistas en ese momento. En el apogeo de su tirón comercial, Stone protagonizó Intersection con Richard Gere, el western Rápida y mortal con Sam Raimi como director y Gene Hackman y Leonardo DiCaprio como protagonistas y Diabolique, la adaptación del clásico francés Las diabólicas, donde compartió protagonismo con Isabelle Adjani. 
En 1996 recibió una nominación al premio Óscar de la academia de Hollywood como mejor actriz por el papel de Ginger McKenna en la película Casino de Martin Scorsese, por la que fue galardonada con el Globo de Oro en la categoría de mejor actriz. En la película compartió cartel con Robert De Niro, Joe Pesci y Frank Vincent. La cinta, basada en la novela Casino: Love and Honor in Las Vegas de Nicholas Pileggi, recibió aclamación crítica y logró recaudar más de 116 millones de dólares. Como parte de la preparación para el papel de Ginger, Scorsese le sugirió a Stone que mirara los filmes La pasión de Juana de Arco (1928), A Woman's Vengeance (1948) y El valle de las muñecas (1967). Durante una entrevista para The Observer emitida originalmente en enero de 1996, Stone afirmó en relación con su nominación a los Óscar: "Gracias a Dios. No estoy haciéndome más joven. No pudo haber pasado en un mejor momento". También en 1995, la actriz recibió una estrella en el Paseo de la Fama de Hollywood. El mismo año interpretó a una mujer esperando en el corredor de la muerte por un brutal doble asesinato que cometió en su adolescencia en el drama Last Dance. La película tuvo una tibia recepción crítica y de taquilla y le valió a Stone una nominación a los infames premios Razzie.
En 1998, Stone protagonizó con Dustin Hoffman y Samuel L. Jackson la cinta de ciencia ficción Esfera, dirigida y producida por Barry Levinson. La película fue estrenada en los Estados Unidos el 13 de febrero de 1998, obteniendo cerca de 50 millones de dólares, cifra que no pudo ni siquiera igualar el presupuesto empleado. Acto seguido aportó su voz para el personaje principal de Bala, princesa de una comunidad de hormigas en la aclamada película animada Antz, que contó con un reparto conformado además por Woody Allen, Jennifer Lopez, Sylvester Stallone y Gene Hackman. La cinta fue un éxito de taquilla, llegando a recaudar más de 170 millones de dólares alrededor del mundo. Su última aparición ese año ocurrió en The Mighty, película dramática donde interpreta a la madre de un niño que sufre de mucopolisacaridosis. La cinta tuvo una buena respuesta crítica y le valió a la actriz una nominación al Globo de Oro en la categoría de mejor actriz de reparto.
Obtuvo el papel titular en la película Gloria (1999), un remake de la película del mismo nombre de 1980 escrita y dirigida por John Cassavetes. Esta versión recibió críticas negativas y le valió a Sharon otra nominación a los premios Razzie en la categoría de peor actriz. Gloria también fracasó en la taquilla, recolectando cerca de 4 millones de dólares frente a los 30 millones invertidos. Protagonizó la comedia The Muse junto con Albert Brooks y Andie MacDowell. Helmut Voss, entonces presidente de la Asociación de la Prensa Extranjera de Hollywood que otorga el Globo de Oro anualmente, ordenó a sus 82 miembros devolver unos relojes de lujo enviados por Stone y October Films, ya que consideró este regalo como un método de presión para una supuesta nominación para Stone por su actuación en la película. Finalmente la actriz recibió una nominación al Globo de Oro en la categoría de mejor actriz en una película de comedia o musical.

### Década de 2000

#### Segundo plano
En el año 2000, Stone protagonizó junto con Ellen DeGeneres el telefilme If These Walls Could Talk 2, interpretando a una lesbiana que intenta iniciar una familia. Más adelante encarnó a una bailarina exótica en la comedia Beautiful Joe (también en el año 2000). Tras ser hospitalizada en septiembre de 2001 por una hemorragia subaracnoidea, Sharon tomó un descanso y reapareció en las pantallas en el 2003. Ese año encarnó a Sheila Carlisle, una abogada que cree tener comunicación directa con Dios en tres episodios de la octava temporada de la serie de televisión The Practice. Recibió un premio Emmy por mejor actriz en una serie dramática por su actuación en dicha serie. 

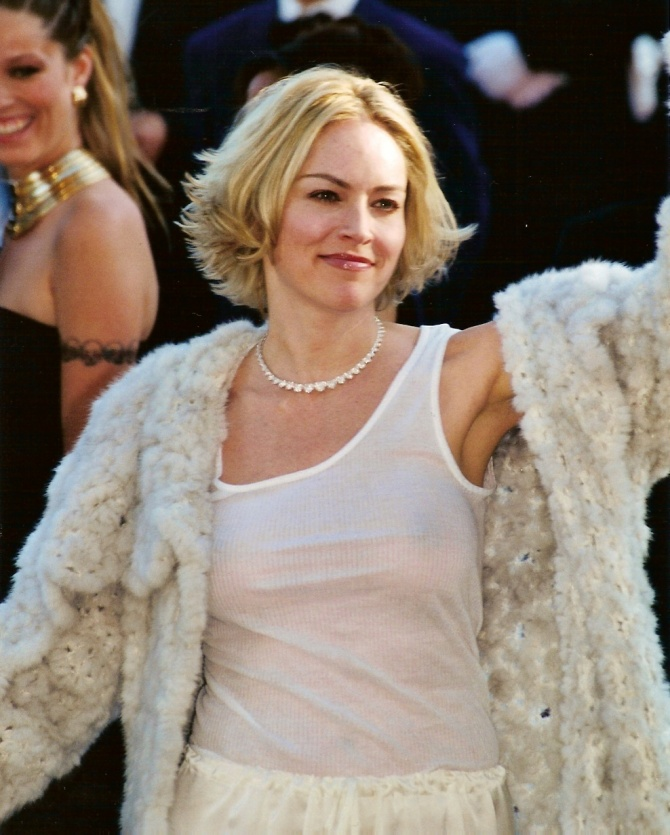
Stone en el Festival de Cine de Cannes en 2002.

A comienzos de la década de 2000 Sharon trató de retornar al estrellato mundial con roles en películas como Cold Creek Manor (2003) con Dennis Quaid y Catwoman (2004) con Halle Berry. En la cinta de suspenso Cold Creek Manor, Quaid y Stone representaron a una familia aterrorizada por el dueño anterior de la finca rural que compraron mediante una ejecución hipotecaria. En la película de superhéroes Catwoman interpretó a la principal antagonista, una empresaria de cosméticos obsesionada con su edad. Aunque ambas producciones fracasaron en taquilla, Catwoman se llevó las peores críticas, siendo considerada como una de las peores películas de la historia del cine.
Su siguiente película fue Flores rotas (2005), dirigida por Jim Jarmusch y coprotagonizada por Bill Murray, Jeffrey Wright, Jessica Lange y Frances Conroy. En esta cinta, donde un viejo "Don Juan" (Murray) busca a sus antiguas amantes después de descubrir que tiene un hijo, Stone asumió el papel de Laura, una codiciosa diseñadora. Broken Flowers debutó en el Festival de Cine de Cannes y logró una buena acogida crítica. New York Magazine remarcó: "Sharon Stone, interpretando a una viuda hippie de clase media, demuestra que si se le da un buen guion puede ser divertida y astuta demás de sexy". En 2005 fue nombrada Oficial de la Orden de las Artes y las Letras en Francia.
Tras varios años de litigio, fue estrenada la segunda parte de su mayor éxito internacional, Basic Instinct. La cinta, titulada Basic Instinct 2, debutó el 31 de marzo de 2006. Una razón para la larga demora en el estreno fue la disputa de Stone con los realizadores sobre las escenas de sexo en la película; la actriz consideraba que no había suficientes. Una escena de sexo grupal fue filmada con el fin de lograr una certificación R para el lanzamiento de la cinta en Norteamérica. La controversial escena se puede ver en la edición para el Reino Unido de la película. Stone afirmó en una entrevista al respecto: "Estamos en un momento de extraña represión y si una película comercial nos permite crear una plataforma para el debate, ¿no sería genial?". Pese a contar con un presupuesto de 70 millones de dólares, la cinta apenas pudo recaudar 3 millones en su primer fin de semana y se convirtió en uno de los fracasos más sonoros del año. Terminó presentándose en cines solamente 17 días y finalizó con un total bruto nacional de menos de seis millones de dólares. Sin embargo, la película tuvo una mejor aceptación en los cines de Europa y Australia y su lanzamiento en DVD en julio de 2006 tuvo un historial satisfactorio de venta y alquiler.

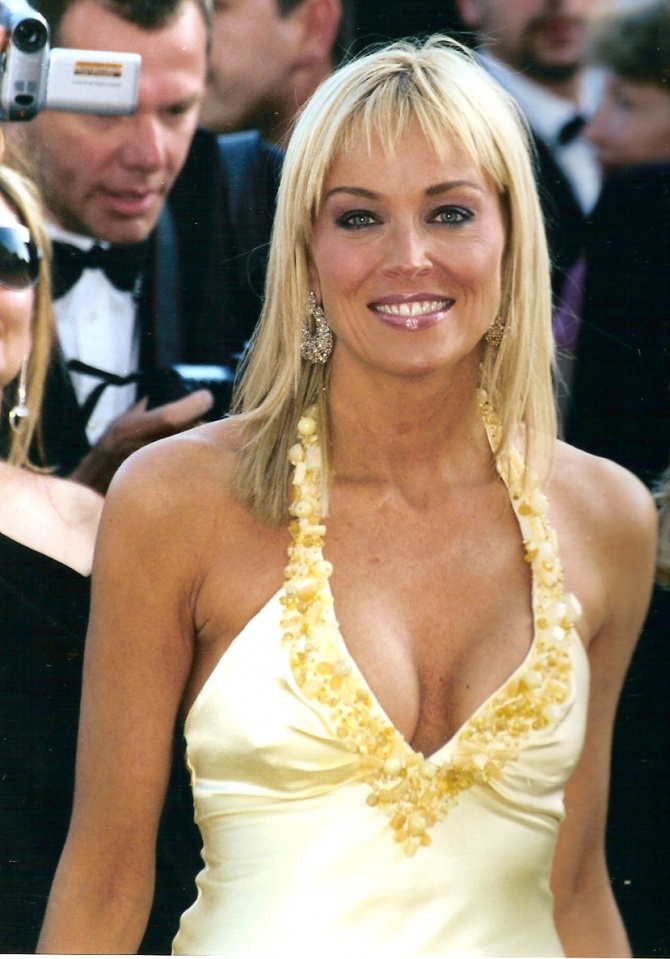
Stone en 2005.

La actriz integró el reparto de la película de Nick Cassavetes Alpha Dog (2006), junto con Bruce Willis, encarnando a Olivia Mazursky, papel para el que usó prendas para parecer más gorda. La cinta tuvo su debut en el Festival de Cine de Sundance y logró cierta repercusión comercial. Más tarde apareció en la película de Emilio Estevez Bobby (2006), sobre las horas previas al asesinato de Robert F. Kennedy. Stone fue blanco de comentarios favorables por su actuación, especialmente por una escena en la que aparece junto a Lindsay Lohan. Como miembro del reparto fue nominada a un premio del Sindicato de Actores. En diciembre de 2006, Stone condujo la gala del Premio Nobel de la Paz en Oslo, Noruega junto con Anjelica Huston. La gala se realizó en honor al ganador del Premio Nobel de la Paz Muhammad Yunus por su contribución social en Bangladés a través del banco Grameen. Ese mismo año apareció en el último episodio de la serie de televisión turca Kurtlar Vadisi (Valle de los lobos) con Andy García.
Stone tomó el papel de una mujer con depresión crónica en el drama independiente When a Man Falls in the Forest (2007), exhibida en el Festival de Cine de Berlín donde fue nominada para el premio Oso de oro. Encontró su papel "difícil de interpretar", afirmando lo siguiente: "Fue una experiencia decisiva. Creo que vivimos en una sociedad dominada por el Prozac donde siempre se nos dice que debemos equilibrar nuestras emociones". Sus siguientes papeles ocurrieron en películas independientes como If I Had Known I Was a Genius (2007), The Year of Getting to Know Us (2008), Five Dollars a Day (2009) y Streets of Blood (2009), todas ellas publicadas directamente en DVD en Norteamérica.

### 2010-presente
En abril de 2010, Stone apareció en cuatro episodios de la serie de televisión policíaca Law & Order: Special Victims Unit, encarnando a Jo Marlowe, una expolicía convertida en fiscal. Entertainment Weekly se refirió a su desempeño en la serie como una "gran presencia". Asumió el papel principal femenino en la secuela de acción francesa Largo Winch II: Conspiración en Birmania como una investigadora de las Naciones Unidas llamada Diane Francken. Siendo su primera producción a gran escala desde 2007, la película se estrenó el 16 de febrero de 2011 en Francia, ocupando el segundo lugar en taquilla. Acto seguido protagonizó la cinta de suspenso Border Run (2012), interpretando a Sofie Talbert, una periodista que lucha contra la inmigración ilegal a los Estados Unidos.

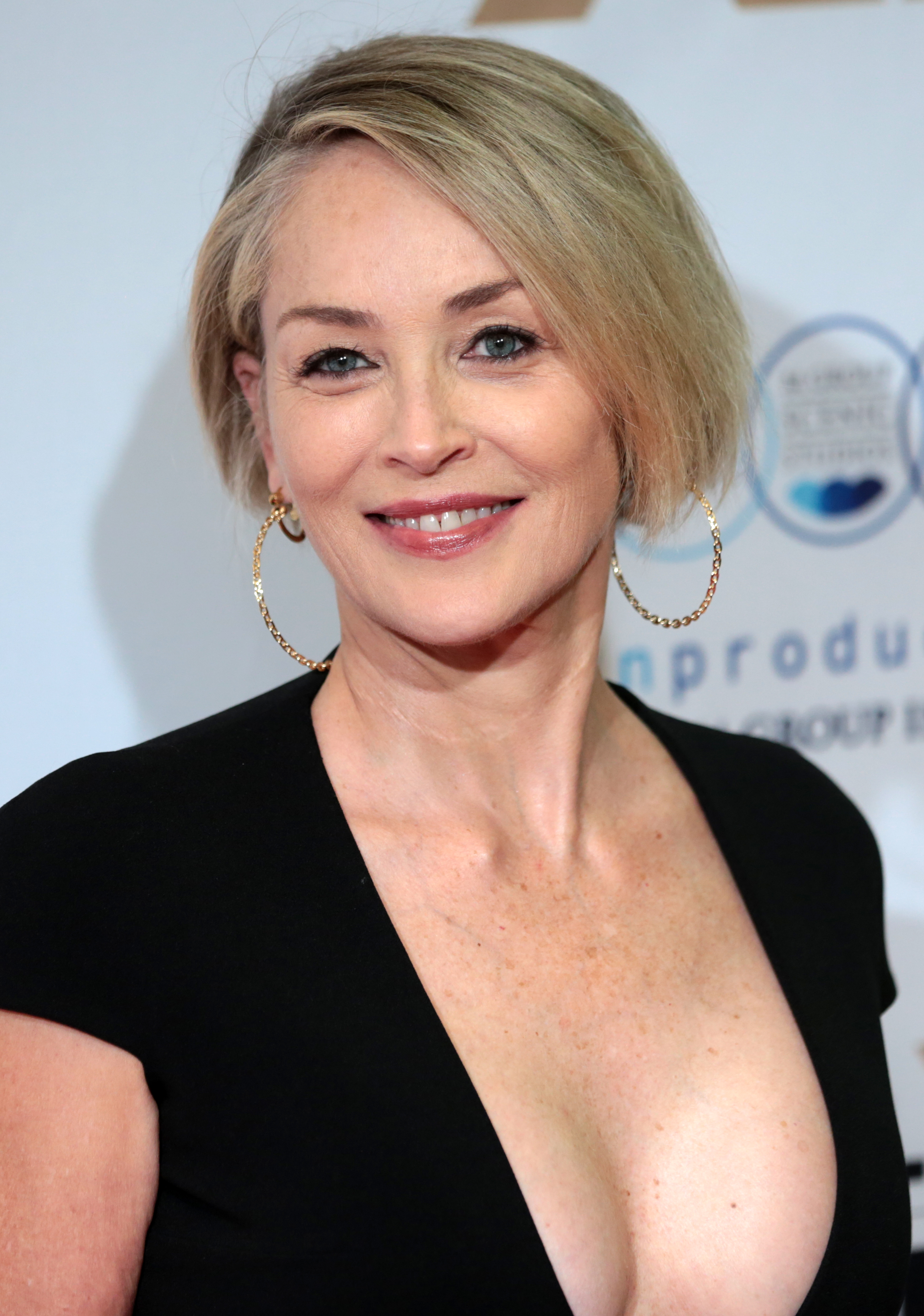
Stone en 2017.

En 2012 estrenó una comedia sobre mitología griega en el Nueva York actual, Gods Behaving Badly, donde interpreta a la diosa Afrodita y repite colaboración con Christopher Walken, en un reparto que incluye además a Alicia Silverstone y Oliver Platt. En la cinta biográfica Lovelace (2013), Stone interpretó el papel de la madre de la actriz porno Linda Lovelace (representada por la actriz Amanda Seyfried). La película, que se encarga de cubrir la historia de la vida de Lovelace entre los 20 y los 32 años, fue exhibida en el Festival de Cine de Sundance y fue presentada en algunos teatros de Norteamérica. Interpretó a una dermatóloga interesada en mantener un ménage à trois en la comedia de John Turturro Fading Gigolo. La película obtuvo excelentes reseñas críticas; Glenn Kenny se refirió a Sharon como "espléndidamente subestimada" en lo que describió como "una historia completamente neoyorkina, a veces divertida, a veces emocionante y a veces estúpida".
Stone integró el reparto junto con Riccardo Scamarcio de la película italiana A Golden Boy (Un ragazzo d’oro), dirigida por Pupi Avati. La cinta se exhibió en el Festival Internacional de Cine de Montreal y fue estrenada en teatros de Italia el 18 de septiembre de 2014. The Hollywood Reporter se refirió a la actuación de Stone como "brillante, alguien que no tiene que ir muy lejos para interpretar a una femme fatale intelectual". También en 2014, Stone protagonizó la serie de acción y drama Agent X, emitida durante una temporada por el canal TNT. Encarnó a Natalie Maccabee, primera mujer vicepresidenta en los Estados Unidos que toma el cargo después de la muerte de su esposo senador.
Regresó al cine independiente encarnando a una madre adoptiva en Mothers and Daughters, como parte de un elenco compuesto por Susan Sarandon, Selma Blair, Mira Sorvino y Courteney Cox. La cinta fue estrenada el 6 de mayo de 2016 para los mercados digitales y recibió críticas mixtas. El mismo año apareció en la película de acción Life on the Line junto con John Travolta, Kate Bosworth, Devon Sawa y Gil Bellows.
Actuó en el drama independiente Running Wild (2017), retratando a una multimillonaria que usa su poder para poner a la ciudad en contra de una viuda que intenta proteger a los caballos. Al igual que Mothers and Daughters y Life on the Line, la cinta tuvo una exposición limitada y se encuentra disponible en Walmart, Amazon y Netflix. Integró el elenco de la comedia The Disaster Artist (2017), dirigida, producida y protagonizada por James Franco. La película fue aclamada por la crítica.
Regresó a la televisión en 2018 en la serie de Steven Soderbergh Mosaic, en una actuación alabada por la crítica. Maureen Ryan de la revista Variety afirmó que la actriz "muestra una profundidad increíble y lleva su papel con carisma y esfuerzo", y Nick Schager de The Daily Beast escribió que "el regreso de Stone es algo cercano a lo magistral". Refiriéndose a la actuación de Stone como "fenomenal" y afirmando que interpretó su papel "con vulnerabilidad, furia y tristeza", Adam Chitwood de Collider consideró que la serie "debería ser el resurgimiento de una carrera". Alex Maidy de JoBlo.com afirmó: "Sharon Stone es absolutamente deslumbrante en el papel principal y demuestra que sigue siendo tan talentosa como siempre".
En 2021 ha publicado el libro "In the Beauty of Living Twice", en el que relata sus esfuerzos por reconstruir su vida tras el grave problema de salud que padeció en 2001.

## Imagen pública

### En los medios

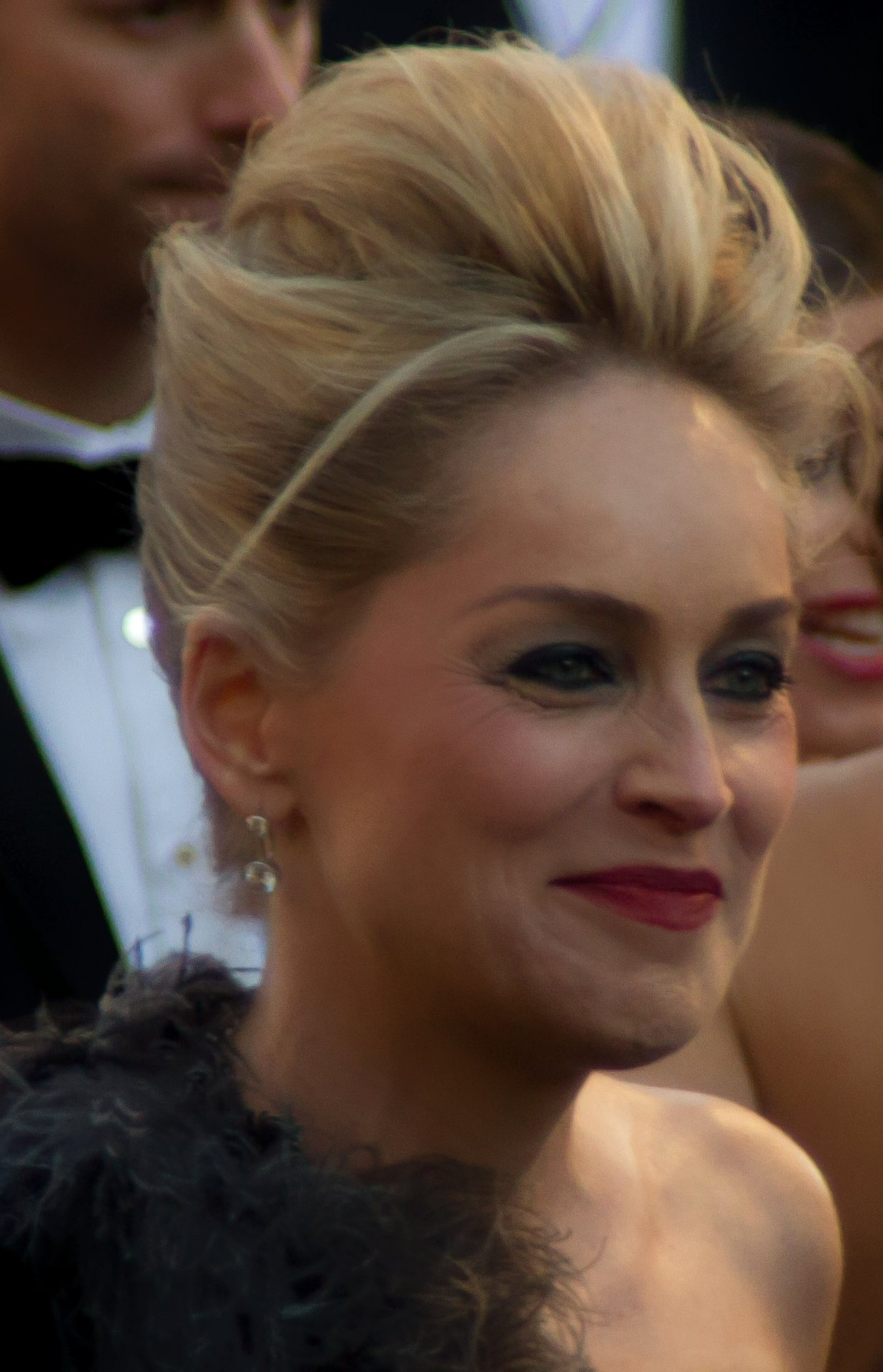
Sharon Stone en los Premios Óscar de 2010 celebrados el 27 de febrero de 2011.

Por sus papeles protagónicos en películas de temática adulta como Basic Instinct, Sliver y El especialista, la actriz se convirtió en un "símbolo sexual" durante la mayor parte de la década de 1990. Stone ha aparecido en más de 300 revistas de moda y de variedades a lo largo de su extensa carrera. En 1986 apareció en la portada de la edición francesa de la revista Vogue y coincidiendo con el lanzamiento de la película Total Recall posó desnuda para la edición de julio de 1990 de Playboy, mostrando los músculos que desarrolló mientras se preparaba para el papel en la cinta. Tras el éxito cosechado en Basic Instinct, el fotógrafo George Hurrell tomó una serie de fotografías de Stone, Sherilyn Fenn, Julian Sands, Raquel Welch, Eric Roberts y Sean Penn. Stone, quien supuestamente hizo parte de la última sesión fotográfica de Hurrell antes de su muerte en 1992, colecciona las copias originales del fotógrafo y escribió el prólogo del libro Hurrell's Hollywood.
En 1992 fue incluida en la lista de las 50 personas más bellas del mundo publicada por la revista People. En 1995, Empire la eligió como una de las 100 estrellas más sexys de la historia del cine, y en octubre de 1997 fue incluida entre las 100 mejores estrellas de cine de todos los tiempos por la misma revista. Ha sido objeto de cuatro documentales de televisión y se han escrito varias biografías sobre ella. En relación con su imagen como símbolo sexual, Stone le dijo a Oprah Winfrey en su programa en 2014 lo siguiente: "Es un placer para mí ahora. Quiero decir, voy a tener 56 años. Si la gente quiere pensar que aún soy un símbolo sexual, por mí está bien". En 2015 Stone posó desnuda para la edición de septiembre de la revista Harper's Bazaar, en la que afirmó: "En cierto momento empiezas a preguntarte: ¿Qué es realmente ser sexy? No es solo el tamaño de tus senos, es gustarte tu mismo lo suficiente para que te guste la persona que está contigo".

### Controversia

#### Tanzania
El 28 de enero de 2005, Stone prometió recaudar un millón de dólares para mosquiteros en Tanzania, convirtiendo un panel sobre pobreza africana en una recaudación de fondos improvisada en el Foro Económico Mundial en Davos, Suiza. Esta acción fue muy criticada por algunos observadores al afirmar que Stone había reaccionado instintivamente a las palabras del presidente de Tanzania Benjamin William Mkapa porque no había investigado las causas, las consecuencias y los métodos de prevención de la malaria.
Al final solo se recaudó una cuarta parte de lo prometido. Para cumplir la promesa de enviar un millón de dólares en mosquiteros a Tanzania, la UNICEF contribuyó con el dinero restante. Según el economista Xavier Sala i Martín, se desconoce lo que sucedió realmente con los mosquiteros. Algunos fueron entregados en el aeropuerto local. Según algunos informes, fueron robados, convertidos en vestidos de novia y vendidos en el mercado negro local.

#### Terremoto de Sichuan de 2008
Stone fue muy criticada por sus comentarios en una entrevista con el canal Cable Entertainment News de Hong Kong durante la gala del Festival de Cannes de 2008. Cuando se le preguntó sobre el terremoto de Sichuan del 12 de mayo de 2008, la actriz comentó: 

El terremoto que ha devastado la provincia de Sichuan y que ha matado al menos a 68.000 chinos fue una catástrofe que les sobrevino por el mal karma que había generado su actitud hacia el pueblo tibetano.

Una de las cadenas de teatros más grandes de China reaccionó a los comentarios de Stone afirmando que no mostraría ninguna de sus películas en sus cines. El fundador de la cadena UME Cineplex y presidente de la Federación de Cineastas de Hong Kong, Ng See-Yuen, calificó los comentarios de Stone como "inapropiados" y afirmó que la cadena UME Cineplex ya no presentaría sus películas. Los anuncios de Christian Dior con la imagen de Sharon fueron eliminados de todos los anuncios en China en medio del alboroto público. Stone fue removida de la lista de invitados del Festival Internacional de Cine de Shanghái de 2008 y los organizadores del evento consideraron prohibir permanentemente la presencia de la actriz en el festival.
Dior China publicó una disculpa en nombre de Stone, pero la actriz más tarde negó haber hecho la disculpa durante una entrevista con The New York Times, aunque afirmó que había "sonado como una idiota". Sin embargo, después de la entrevista, Stone lanzó una declaración titulada "En mis propias palabras, por Sharon Stone", en la que la actriz afirmó: "no podría estar más arrepentida de ese error. No fue intencional. Me disculpo. Esas palabras no debían herir a nadie". También citó al Dalái lama como su "buen amigo" cuando hizo las polémicas declaraciones en el Festival de cine de Cannes. El Dalái lama ha tomado distancia al afirmar simplemente: "sí, he conocido a esa dama".

## Vida personal

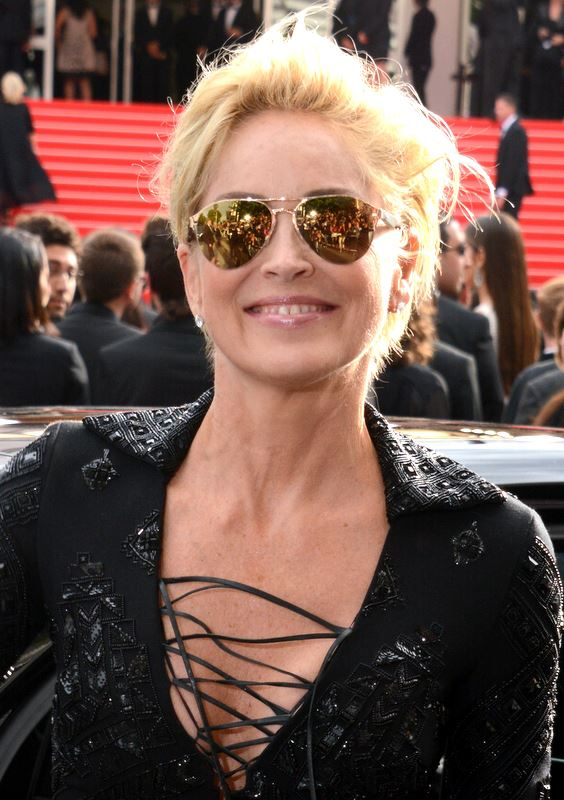
Stone en 2014.

### Relaciones y familia
La actriz conoció al productor de televisión Michael Greenburg en el set de la película de 1984 The Vegas Strip War, un telefilme protagonizado por ella. Se casaron en 1984. En 1986 Greenburg fue su productor en Allan Quatermain y la ciudad perdida del oro. La pareja se separó tres años después firmando el divorcio en 1990. En 1993 la actriz conoció a William J. MacDonald en el set de Sliver, de la cual fue uno de los productores. MacDonald dejó a su esposa Naomi Baca para iniciar una relación con Stone. Sin embargo, la unión duró solamente un año. Tras su separación, Stone le devolvió el anillo de compromiso a MacDonald vía FedEx. Mientras trabajaba en la película Rápida y mortal en 1994, Stone inició una relación con Bob Wagner, primer asistente de dirección.
El 14 de febrero de 1998, Stone se casó con Phil Bronstein, editor ejecutivo del diario The San Francisco Examiner y más tarde del San Francisco Chronicle. La pareja adoptó un hijo, Roan Joseph Bronstein, en 2000. Bronstein pidió el divorcio en 2003, citando diferencias irreconciliables. La pareja se divorció finalmente en 2004, con un fallo judicial en el que Roan debía permanecer principalmente con Bronstein, dándole a Stone el derecho de visitarlo de manera frecuente.
La actriz adoptó a su segundo hijo, Laird Vonne, en 2005, y su tercer hijo, Quinn Kelly Stone, en 2006.

### Salud

#### Derrame cerebral y experiencia cercana a la muerte
En cuanto a su vida personal, la actriz sufrió una crisis de salud en octubre de 2001, cuando tras intensos dolores de cabeza tuvo que ser internada en un hospital de San Francisco. Fue llevada de urgencia al hospital por su marido Phil Bronstein. En el recinto se le diagnosticó una leve hemorragia cerebral provocada por un pequeño aneurisma en una arteria vertebral, y debió permanecer atendida durante una semana. "Creemos que es posible que fuera una lesión de un accidente de equitación, agravada por los ajustes de prácticas de  quiroprácticos", declaró Stone a la prensa. La actriz se recuperó del derrame sin sufrir secuelas permanentes, tras ser intervenida en el hospital. Desde hace algunos años padece de diabetes. Stone dice que casi murió después de la hemorragia interna. Reveló que incluso tuvo una experiencia cercana a la muerte (ECM) durante la enfermedad. Según el semanario Paris-Match, Stone vislumbró la clásica "luz blanca" que delimita la frontera con el otro lado, pudo ver a su padre ya fallecido y escuchar las voces de sus dos hijos, perdidos en el embarazo, animándola para que regresara. La experiencia contribuiría a un "despertar de conciencia" en la actriz, orientándola en el autoconocimiento y la ayuda al prójimo.
La lesión sufrida, las secuelas y las enfermedades de base privaron a la actriz de nuevas ofertas laborales en la actuación:

-"Necesito ocho horas de sueño ininterrumpido para que mi medicación funcione y no tener convulsiones, soy una discapacitada, y por eso no me contratan mucho. Esto es con lo que he estado lidiando durante los últimos 22 años, y ahora por fin puedo ser abierta al respecto”.
 Entrevista 4/02/2023-REUTERS/Aude Guerrucci

### Activismo

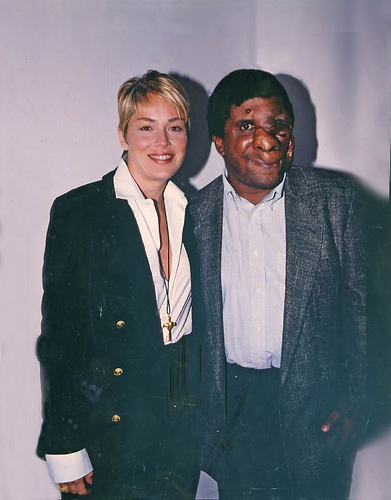
Stone junto a Reggie Bibbs, un hombre con neurofibromatosis.

En marzo de 2006, Stone viajó a Israel para promover la paz en el Oriente Medio mediante una conferencia de prensa con el ganador del Premio Nobel de Paz Shimon Peres. En 2013 la actriz se refirió a Peres como su "mentor". El 23 de octubre de 2013, Stone recibió el Premio de la Cumbre de Paz por su trabajo en beneficio de las personas viviendo con VIH/sida.
En 2015 la actriz fue la invitada de honor en la gala del Premio Pilosio Building Peace en la ciudad de Milán, Italia. Creó una subasta improvisada en el escenario frente a una multitud de ejecutivos de la industria de la construcción y otros dignatarios. Con lo obtenido pudieron construirse 28 escuelas en África.
Stone ha apoyado a fundaciones caritativas como la Fundación para la Investigación sobre el Sida, Lupus LA, la Fundación Dalái lama, la Asociación Estadounidense del Corazón, LIVESTRONG, YouthAIDS, el Centro Peres por la Paz, Catalina Island Conservancy, la Fundación Cinema for Peace, la Fundación Clinton, Homeless Not Toothless, Habitat for Humanity y Planet Hope, entre muchas otras.

## Filmografía

### Cine
| Año  | Título                                       | Rol                    |
| ---- | -------------------------------------------- | ---------------------- |
| 1980 | Stardust Memories                            | Chica en el tren       |
| 1981 | Les Uns et les Autres                        | Chica con Glenn Senior |
| 1981 | Deadly Blessing                              | Lana Marcus            |
| 1984 | Diferencias irreconciliables                 | Blake Chandler         |
| 1985 | Las minas del Rey Salomón                    | Jesse Huston           |
| 1986 | Allan Quatermain y la ciudad perdida del oro | Jesse Huston           |
| 1987 | Police Academy 4: Citizens on Patrol         | Claire Mattson         |
| 1987 | Cold Steel                                   | Kathy Connors          |
| 1988 | Above the Law                                | Sara Toscani           |
| 1988 | Acción Jackson                               | Patrice Dellaplane     |
| 1989 | Beyond the Stars                             | Laurie McCall          |
| 1989 | Sangre y arena                               | Doña Sol               |
| 1990 | Total Recall                                 | Lori Quaid             |
| 1991 | He Said, She Said                            | Linda Metzger          |
| 1991 | Scissors                                     | Angie Anderson         |
| 1991 | Year of the Gun                              | Alison King            |
| 1991 | Diary of a Hitman                            | Kiki                   |
| 1991 | Where Sleeping Dogs Lie                      | Serena Black           |
| 1992 | Basic Instinct                               | Catherine Tramell      |
| 1993 | Sliver                                       | Carly Norris           |
| 1993 | Last Action Hero                             | Catherine Tramell      |
| 1994 | Intersection                                 | Sally Eastman          |
| 1994 | The Specialist                               | May Munro              |
| 1995 | Rápida y mortal                              | Ellen                  |
| 1995 | Casino                                       | Ginger McKenna         |
| 1996 | Diabolique                                   | Nicole Horner          |
| 1996 | Last Dance                                   | Cindy Liggett          |
| 1998 | Esfera                                       | Elizabeth Halperin     |
| 1998 | Antz                                         | Princesa Bala (voz)    |
| 1998 | The Mighty                                   | Gwen Dillon            |
| 1999 | Gloria                                       | Gloria Swenson         |
| 1999 | The Muse                                     | Sarah Little           |
| 1999 | Simpatico                                    | Rosie Carter           |
| 1999 | Basic Insect (cortometraje)                  | Princesa Bala (voz)    |
| 2000 | Cachitos picantes                            | Candy Cowley           |
| 2000 | Beautiful Joe                                | Alice 'Hush' Mason     |
| 2003 | Cold Creek Manor                             | Leah Tilson            |
| 2004 | Tercera identidad                            | Sally Cauffield        |
| 2004 | Catwoman                                     | Laurel Hedare          |
| 2004 | Flores rotas                                 | Laura Daniels Miller   |
| 2006 | Alpha Dog                                    | Olivia Mazursky        |
| 2006 | Basic Instinct 2                             | Catherine Tramell      |
| 2006 | Bobby                                        | Miriam Ebbers          |
| 2007 | When a Man Falls in the Forest               | Karen Fields           |
| 2007 | If I Had Known I Was a Genius                | Gloria Fremont         |
| 2007 | Democrazy (cortometraje)                     | Patricia Hill          |
| 2008 | The Year of Getting to Know Us               | Jane Rocket            |
| 2008 | Five Dollars a Day                           | Dolores Jones          |
| 2009 | Streets of Blood                             | Nina Ferraro           |
| 2011 | Largo Winch II: Conspiración en Birmania     | Diane Francken         |
| 2012 | Border Run                                   | Sofie Talbert          |
| 2013 | Lovelace                                     | Dorothy Boreman        |
| 2013 | Gods Behaving Badly                          | Afrodita               |
| 2013 | Fading Gigolo                                | Dra. Parker            |
| 2014 | Love in Vegas                                | Angela Blake           |
| 2014 | A Golden Boy                                 | Ludovica Stern         |
| 2015 | Life on the Line                             | Madre                  |
| 2015 | A Warrior's Tail                             | Puffy (voz)            |
| 2016 | Mothers and Daughters                        | Nina                   |
| 2017 | Running Wild                                 | Meredith Parish        |
| 2017 | All I Wish                                   | Senna Berges           |
| 2017 | The Disaster Artist                          | Iris Burton            |
| 2019 | The Laundromat                               | Hannah                 |
| 2021 | Here Today                                   | Iris / Sharon Stone    |
| 2022 | Beauty                                       | Colonizer              |

### Televisión
| Año       | Título                                          | Rol                          | Notas                                          |
| --------- | ----------------------------------------------- | ---------------------------- | ---------------------------------------------- |
| 1982      | Not Just Another Affair                         | Lynette                      | Telefilme                                      |
| 1982      | Silver Spoons                                   | Debbie                       | Episodio: «A Little Magic»                     |
| 1983      | Bay City Blues                                  | Cathy St. Marie              | 8 episodios                                    |
| 1983      | Remington Steele                                | Jillian Montague             | Episodio: «Steele Crazy After All These Years» |
| 1984      | Mike Hammer                                     | Julie Eland                  | Episodio: «Shots in the Dark»                  |
| 1984      | Magnum, P.I.                                    | Diane Dupree y Diedra Dupree | Episodio: «Echoes of the Mind»                 |
| 1984      | Calendar Girl Murders                           | Cassie Bascomb               | Telefilme                                      |
| 1984      | The Vegas Strip War                             | Sarah Shipman                | Telefilme                                      |
| 1985      | T. J. Hooker                                    | Dani Starr                   | Episodio: «Hollywood Starr»                    |
| 1986      | Mr. and Mrs. Ryan                               | Ashley Hamilton Ryan         | Piloto                                         |
| 1988      | Badlands 2005                                   | Alex Neil                    | Piloto                                         |
| 1988      | War and Remembrance                             | Janice Henry                 | 5 episodios                                    |
| 1988      | Tears in the Rain                               | Casey Cantrell               | Telefilme                                      |
| 1994      | The Larry Sanders Show                          | Ella misma                   | Episodio: «The Mr. Sharon Stone Show»          |
| 1995      | Roseanne                                        | Residente del parque         | Episodio: «Happy Trailers»                     |
| 1999      | Happily Ever After: Fairy Tales for Every Child | Henny Penny                  | Episodio: «Henny Penny»                        |
| 2000      | If These Walls Could Talk 2                     | Fran                         | Telefilme                                      |
| 2001-2002 | Harold and the Purple Crayon                    | Narradora                    | 13 episodios                                   |
| 2003      | The Practice                                    | Sheila Carlisle              | 3 episodios                                    |
| 2005      | Higglytown Heroes                               | Nicky                        | Episodio: «Twinkle's Masterpiece»              |
| 2005      | Valley of the Wolves                            | Lisa                         | 2 episodios                                    |
| 2005      | Will & Grace                                    | Dra. Georgia Keller          | Episodio: «The Blonde Leading the Blind»       |
| 2006      | Huff                                            | Dauri Rathburn               | 3 episodios                                    |
| 2010      | Law & Order: Special Victims Unit               | Jo Marlowe                   | 4 episodios                                    |
| 2015      | Agent X                                         | Natalie Maccabee             | 9 episodios                                    |
| 2018      | Mosaic                                          | Olivia Lake                  | 6 episodios                                    |
| 2020      | The New Pope                                    | Ella misma                   | 1 episodio                                     |
| 2020      | Ratched                                         | Lenore Osgood                | 5 episodios                                    |
| 2022      | Murderville                                     | Sharon Stone                 | 1 episodio                                     |
| 2022      | The Flight Attendant                            | Lisa Bowden                  | 3 episodios                                    |

## Premios y distinciones
Premios Óscar
| Año  | Categoría    | Película | Resultado |
| ---- | ------------ | -------- | --------- |
| 1996 | Mejor actriz | Casino   | Nominada  |

Globos de Oro
| Año  | Categoría                        | Película       | Resultado |
| ---- | -------------------------------- | -------------- | --------- |
| 2000 | Mejor actriz - Comedia o musical | The Muse       | Nominada  |
| 1999 | Mejor actriz de reparto          | The Mighty     | Nominada  |
| 1996 | Mejor actriz - Drama             | Casino         | Ganadora  |
| 1993 | Mejor actriz - Drama             | Basic Instinct | Nominada  |

Premios Emmy
| Año  | Categoría                                    | Trabajo      | Resultado |
| ---- | -------------------------------------------- | ------------ | --------- |
| 2004 | Mejor actriz invitada en una serie dramática | The Practice | Ganadora  |

Premios del Sindicato de Actores
| Año  | Categoría     | Película | Resultado |
| ---- | ------------- | -------- | --------- |
| 2007 | Mejor reparto | Bobby    | Nominada  |